# Bahnhof Toulouse-Matabiau
Der Bahnhof Toulouse-Matabiau ist der größte Bahnhof der französischen Stadt Toulouse im Département Haute-Garonne. Mit seinen knapp 20.000 Reisenden täglich ist er einer der frequenzstärksten Bahnhöfen im Süden Frankreichs.

## Geschichte

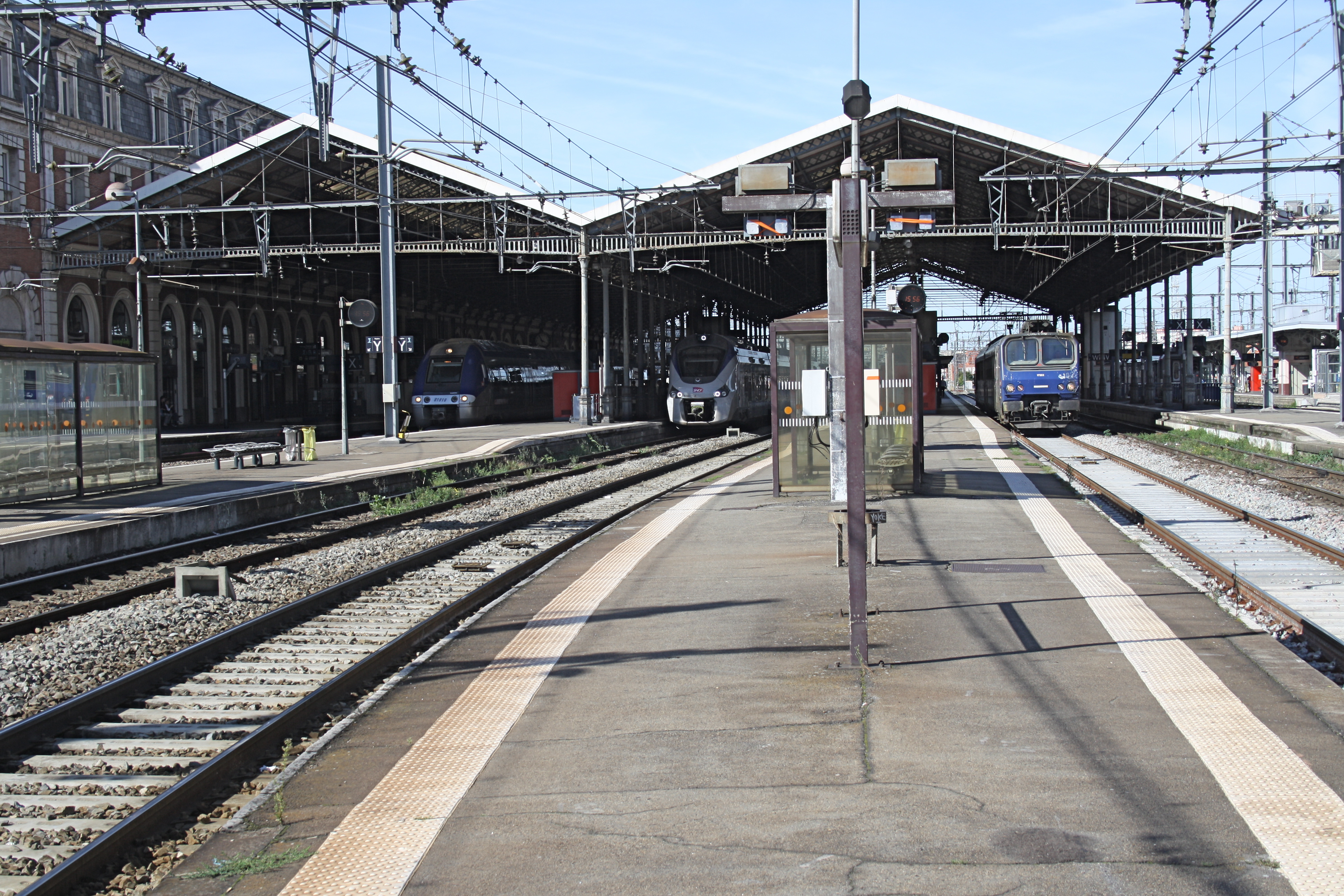
Gleisseite mit Bahnhofshallen

Bis in die Mitte des 19. Jahrhunderts hatte Toulouse keinen Bahnanschluss. Im Jahr 1853 gründeten Émile Pereire und sein Bruder Isaac die Bahngesellschaft CF du Midi. Drei Jahre später wurde die Linie von Agen nach Toulouse eröffnet und 1857 bis Bordeaux verlängert.
Das heutige Bahnhofsgebäude wurde zwischen 1903 und 1905 erbaut und ersetzte das ältere und kleinere Gebäude. Es wurde von Marius Toudoire erbaut, der zuvor bereits die Bahnhöfe Bordeaux Saint-Jean und Gare de Lyon errichtet hatte. Die Station nahm den Beinamen der umliegenden Gemeinde Matabiau an.

### Bahnhof Matabiau während des Zweiten Weltkriegs
In der Geschichte der Stadt Toulouse während des Zweiten Weltkriegs spielte der Bahnhof Matabiau eine wichtige Rolle. Er war im September 1939 Abfahrtsort französischer Soldaten zu ihrem Einsatz im Kampf gegen die deutsche Wehrmacht und am 19. Mai 1940 Ankunftsort des ersten Flüchtlingskonvois aus dem Norden. Der Konvoi transportierte etwa 1500 belgische Flüchtlinge, und um Mitternacht fuhr ein zweiter Zug etwa 1000 Personen ab.:S. 1
Seit dem 11. November 1942 war Toulouse von den Deutschen besetzt. Die Besatzer schufen sich ihre eigene Infrastruktur, wozu auch ein Bunker unter der heutigen Bushaltestelle Toulouse-Matabiau am Boulevard Pierre Semard gehörte. Dort, geschützt durch drei Meter dicke Wände, befindet sich noch immer ein 25 Meter langes, 15 Meter breites und 8 Meter hohes unterirdisches Bauwerk, in dem sich die Telefonzentrale der Besatzer befunden haben soll.

Gedenktafeln am Bahnhof Matabiau
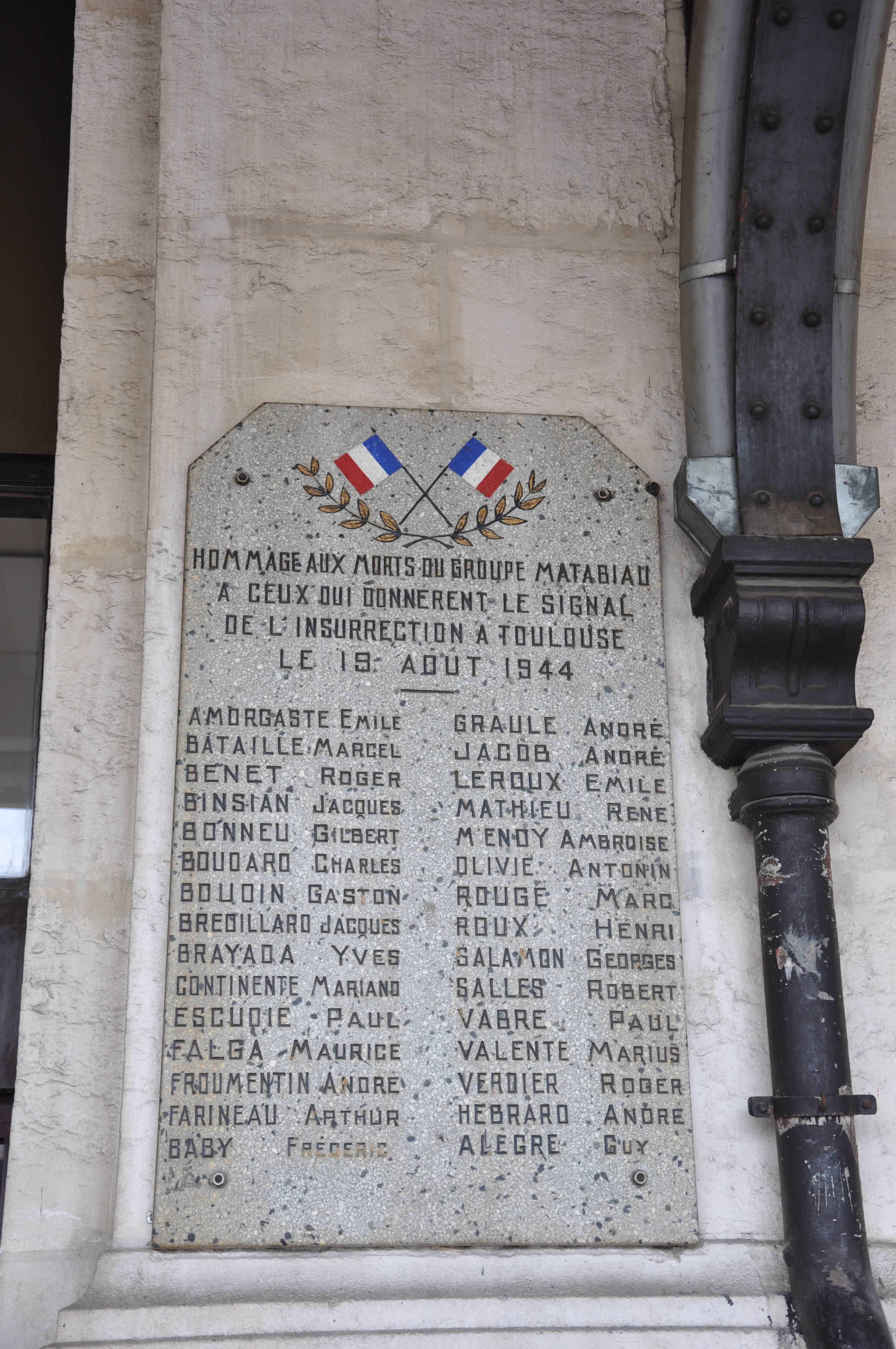
Tafel zum Gedenken an die Widerstandskämpfer der Groupe Matabiau
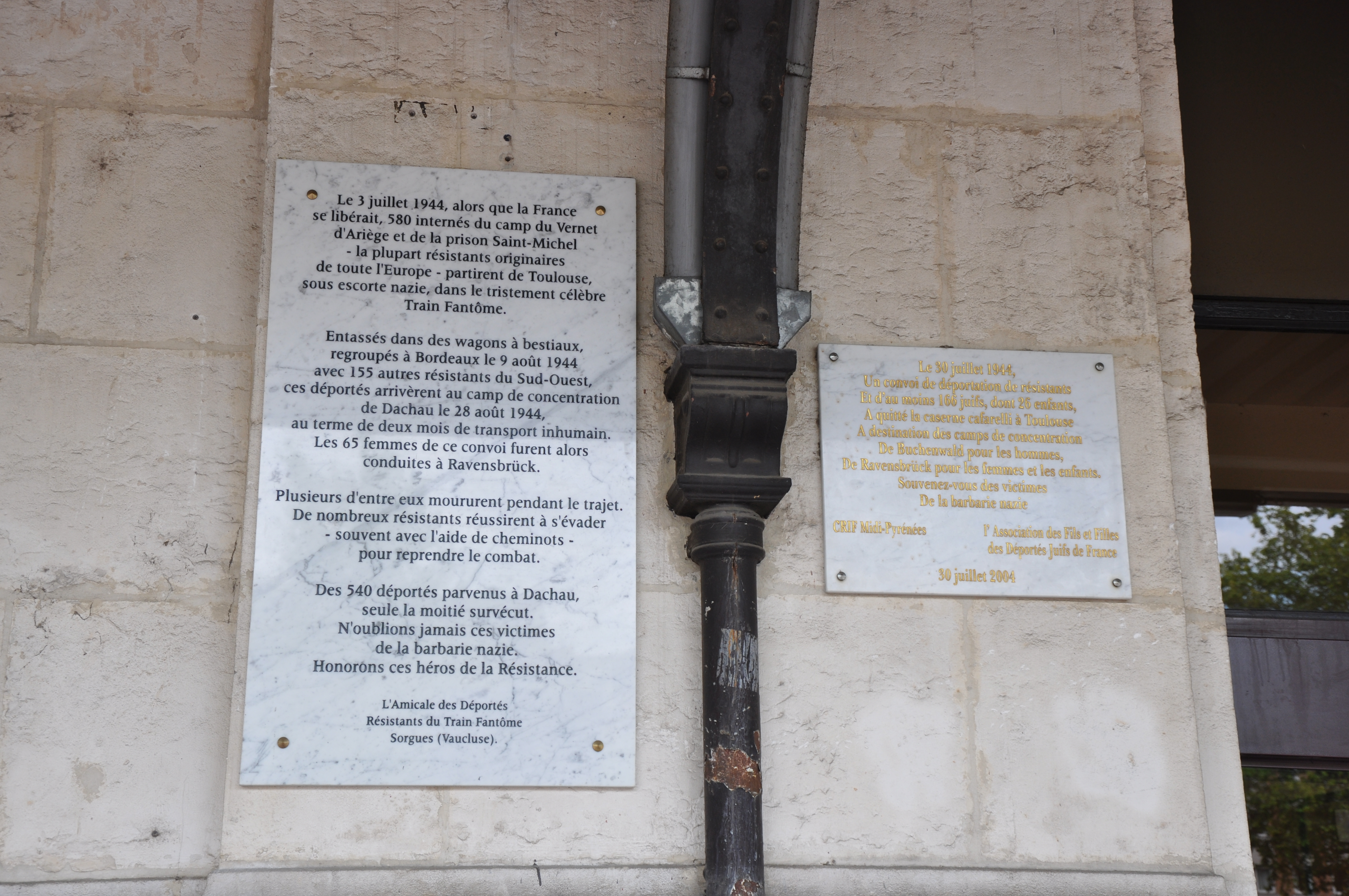
Gedenktafeln am Bahnhof Toulouse-Matabiau zum Gedenken an die Opfer zweier Deportationszüge, die die Stadt verließen: der Train Fantômas (linke Tafel) und ein jüdischer Deportationszug, der am 30. Juli 1944 als letzter diesen Bahnhof verließ

Die Zeit der Besatzung war auch die Zeit des sich stärker formierenden Widerstands. Der Bahnhof Matabiau gilt als eine historische Hochburg des Toulouser Widerstands, was damit zusammenhing, dass während der Zeit im Untergrund Organisationen wie die 35. FTP-MOI-Brigade oder die Francs-tireurs et partisans (FTPF) unter den Eisenbahnern in Toulouse gut verankert waren. So war es auch die sogenannte Groupe Matabiau, von der am 19. August 1944 das Signal für den Aufstand in Toulouse kam (siehe Gedenkplakette für die Kämpfer der Groupe Matabiau). Die Gruppe war kein homogenes Gebilde, sie soll sich vielmehr im Laufe des Vormittags spontan gebildet haben und dank der Ankunft von Freiwilligen schnell gewachsen sein. Zivilisten und Eisenbahner kämpften gemeinsam.
Am Nachmittag und Abend des 19. August versuchten Mitglieder der Gruppe Matabiau zusammen mit MOI- und FTPF-Kämpfern deutsche Soldaten an der Flucht zu hindern. Es kam zu Zusammenstößen und Kämpfen um die Brücke zum und um den benachbarten Bahnhof Raynal; das Restaurant des Bahnhofs wurde in eine Krankenstation umgewandelt.
Am 20. August war Toulouse so gut wie befreit. Die Groupe Matabiau zahlte einen hohen Preis dafür: die Gedenktafel verzeichnet den Tod von 30 Kämpfern. Erst nach dem Abzug der Deutschen aber versuchte die Gruppe, sich eine Struktur zu geben; allerdings zum Missfallen der Berufssoldaten, die den Widerstandskämpfern misstrauten (siehe dazu auch: Toulouse während und nach der Befreiung).

"Avec nos tenues souvent débraillées, nos airs conquérants et les grades élevés que nous nous sommes octroyés, nous les dégoûtons visiblement ". Le groupe est transféré à Castelginest, à une quinzaine de kilomètres de Toulouse. Il est officiellement dissout à compter du 1er octobre 1944.

„"Mit unserer oft zerlumpten Kleidung, unserem eroberungslustigen Auftreten und den hohen Rängen, die wir uns selbst verliehen haben, ekeln wir sie offensichtlich an". Die Gruppe wurde nach Castelginest, etwa 15 km von Toulouse entfernt, verlegt. Am 1. Oktober 1944 wurde sie offiziell aufgelöst.“

Am Bahnhof Matabiau wird nicht nur an die dort begonnenen Kämpfe zur Befreiung der Stadt Toulouse von den deutschen Besatzhern erinnert; es gibt auch zwei Erinnerungstafeln an Deportationen, die von Toulouse ausgingen. Der Ausgangspunkt der einen Deportation war nicht der Bahnhof Matabiau, sondern der benachbarte Bahnhof Raynal. Dort startete am 3. Juli 1944 der sogenannte Geisterzug.
Am 30. Juli 1944 verließ ein Konvoi aus Widerstandskämpfern und mindestens 166 Juden, darunter 26 Kinder, den Bahnhof Matabiau. Ziel des Zuges waren das KZ Buchenwald für die Männer und das KZ Ravensbrück für die Frauen und Kinder.

## Verkehrsanbindung

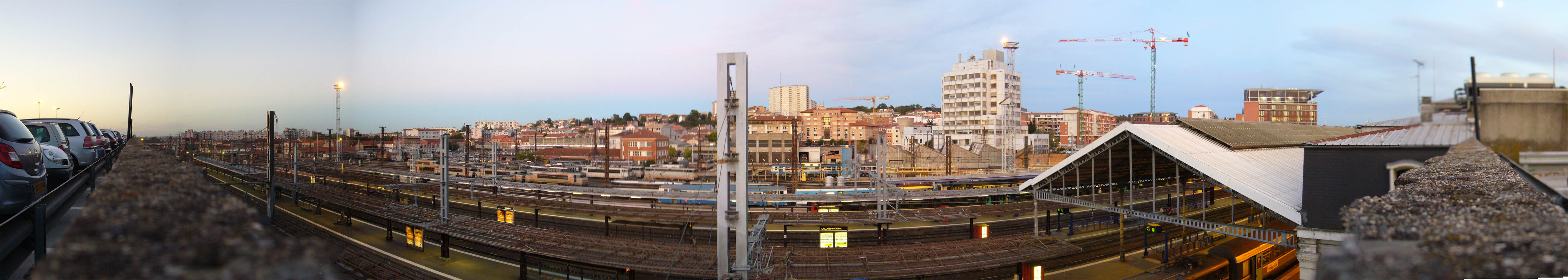
Panorama des Bahnhofs

Der Bahnhof ist über regelmäßig verkehrende TGV-, Intercités- und TER-Züge erreichbar. Ab Toulouse bestehen umsteigefreie Fernverbindungen unter anderem nach Paris (Gare Montparnasse und Gare d’Austerlitz), Bordeaux-Saint-Jean, Montpellier-Saint-Roch und Marseille-Saint-Charles. Regionalzüge des TER Midi-Pyrénées fahren insgesamt in 14 Richtungen. Außerdem besteht Anschluss an die Métro Toulouse.
Toulouse soll zukünftig über die geplante Hochgeschwindigkeitsstrecke Bordeaux–Toulouse direkt an das TGV-Netz angebunden werden. Die Fahrtzeit nach Paris würde sich von jetzt fünf Stunden dadurch auf etwas über drei Stunden verkürzen. Im Januar 2020 wurde der Baubeginn für 2022 angekündigt, die Dauer der sich daran anschließenden Arbeiten mit sieben Jahren angegeben.